# General Electric F118
El General Electric F118 es un motor aeronáutico militar, tipo turbofán, de bajo índice de derivación y sin postquemador. Ha sido desarrollado por la compañía estadounidense GE Aviation, a partir del motor General Electric F110.

## Diseño y desarrollo
El F118 es un derivado del motor F110, diseñado especialmente para el bombardero furtivo B-2 Spirit. Posteriormente, en 1998, la flota de Lockheed U-2 de la USAF se actualizó con una versión del F118.

## Aplicaciones
- B-2 Spirit
- Lockheed U-2

## Variantes
F118-GE-100
Variante para el B-2
F118-GE-101
Variante para el U-2S

### Desarrollos relacionados
- General Electric F101
- General Electric F110

### Listas relacionadas
- Anexo:Motores aeronáuticos